# Grzegorz Kuźniewicz
Grzegorz Kuźniewicz, ukr. Григорій Кузневич – Hryhorij Kuznewycz (ur. 30 września 1871 w Starym Bruśnie, zm. 9 stycznia 1948 w Hanaczówce) – ukraiński rzeźbiarz, początkowo jeden z bruśnieńskich kamieniarzy. Studiował we Lwowie, potem we Włoszech. Wykonywał wiele rzeźb do obiektów kościelnych i świeckich we Lwowie, a po wyjeździe do USA w Nowym Jorku, Cleveland, Pittsburghu i Filadelfii.

## Życiorys
Urodził się w 1871 r. w Starym Bruśnie jako siódme z kolei dziecko w biednej, ukraińskiej rodzinie. Jak większość tutejszych mieszkańców, od dziecka poznawał tajniki rzemiosła kamieniarskiego. Wykonane przez niego figurki zwróciły uwagę przebywającego w Bruśnie architekta Juliana Zacharewicza (1837-1898), profesora Politechniki Lwowskiej, który pomógł chłopcu uzyskać stypendium Wydziału Krajowego i rozpocząć naukę w Państwowej Szkole Przemysłowej we Lwowie. Już podczas nauki zaczął pracować w warsztacie znanego polskiego rzeźbiarza Juliana Markowskiego. Wraz z nim pracował przy realizacji rzeźb w wielu miejscach publicznych we Lwowie, m.in. posągu ,,Fortuny" do wnętrza Galicyjskiej Kasy Oszczędności, szczytu fasady Pałacu Sztuki, pomnika J. Kilińskiego w Parku Stryjskim.
W 1899 r. podjął dalsze studia we Włoszech, które zakończył z wysokimi lokatami, uzyskując srebrne medale za rzeźbę: "Garncarz" i "Pierwszy rolnik" oraz drugą nagrodę za rysunki. W 1902 r. powrócił do Lwowa. Z powodu braku zamówień w 1907 r. wyjechał do Ameryki Północnej, gdzie kolejno pracował w: Nowym Jorku, Cleveland, Pittsburghu, Filadelfii, głównie przy dekorowaniu mostów, wiaduktów i budowli monumentalnych, zarówno świeckich jak i kościelnych. W 1912 r. powrócił do Lwowa, gdzie wykonywał różnego rodzaju pomniki i dekoracje plastyczne gmachów publicznych miasta. Po wybuchu I wojny światowej przeniósł się do Odessy, gdzie naprawiał zegarki. Po zakończeniu wojny wrócił na stałe do Starego Brusna. Po powrocie wykonywał głównie nagrobki dla miejscowej ludności. Jego prace można spotkać na wielu cmentarzach w regionie, nie da się jednak odróżnić ich z całą pewnością od prac naśladowców.
Niektórzy autorzy (m.in. niżej wymienieni P.Wład i M.Wiśniewski) wspominają o udziale Kuźniewicza w pracach przy tworzeniu płaskorzeźby jednego z czterech prezydentów na skale w górach Black Hills w Dakocie Południowej, jednak okres jego pobytu w USA nie pokrywa się z czasem powstania tych rzeźb.

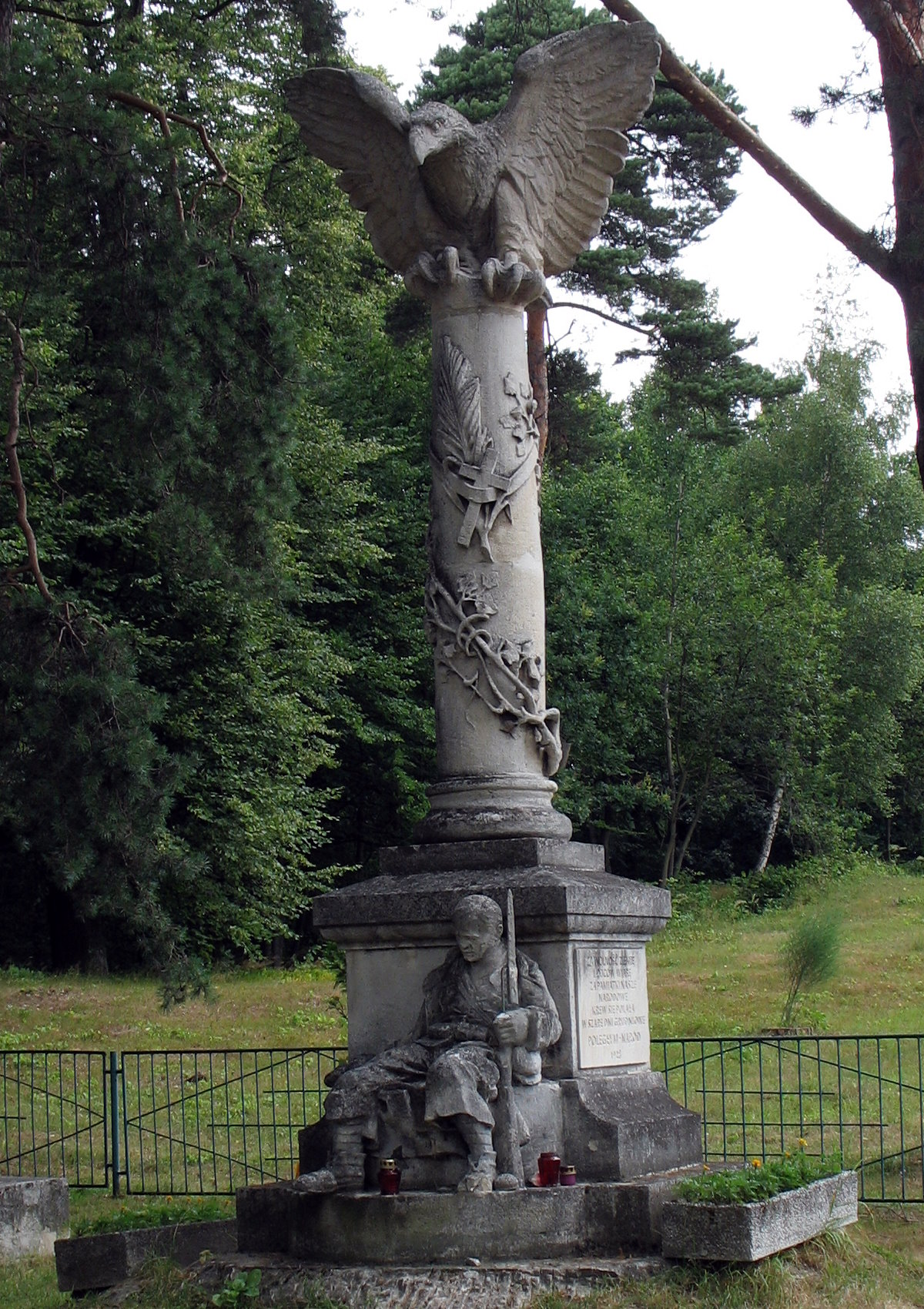
Pomnik dłuta G. Kuźniewicza w Horyńcu, 1928
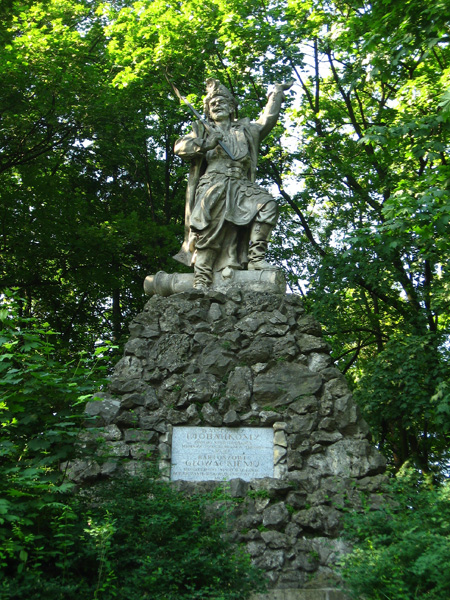
Pomnik Bartosza Głowackiego we Lwowie
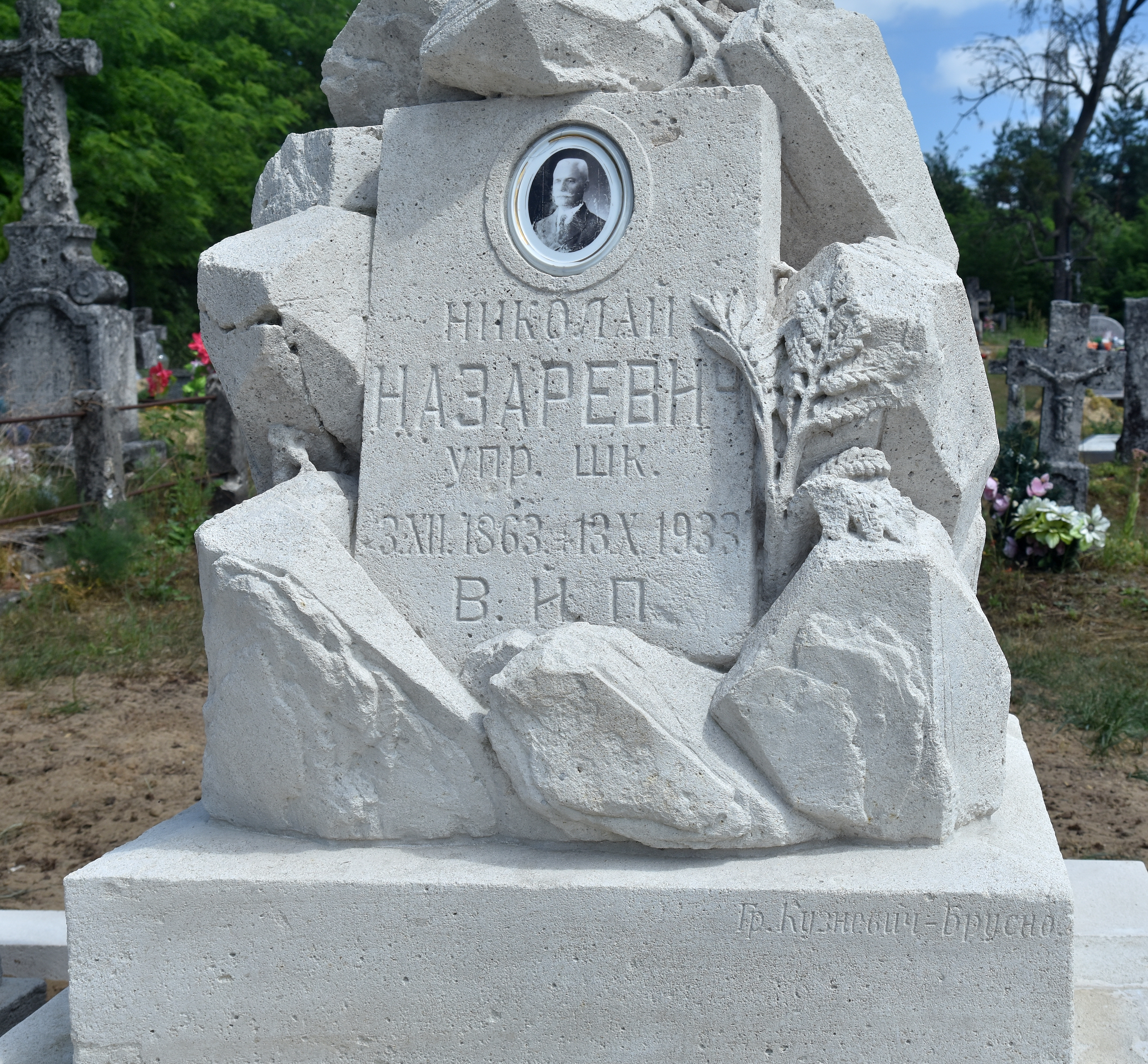
Pomnik w Szczutkowie z podpisem Grzegorza Kuźniewicza

Da bardziej znanych dzieł Kuźniewicza należą:
- pomnik, stojący w kwaterze wojennej na skraju cmentarza parafialnego w Horyńcu, poświęcony żołnierzom polskim poległym w latach 1918–1919 w wojnie polsko-ukraińskiej. Pomnik wykonany został w 1928 r. i przedstawia zrywającego się do lotu z cokołu-kolumny orła oraz siedzącego u podstawy kolumny żołnierza z karabinem. Na pomniku umieszczono napis: ZA WOLNOŚĆ ZIEMIĘ I OJCÓW WIARĘ ZA PAMIĄTKI NASZE NARODOWE KREW SIĘ POLAŁA W SZARE DNI GRUDNIOWE. POLEGŁYM – NARÓD 1928 (oryginalny tekst, przepisany z pomnika). Pomnik przechodził renowację w 1969 r. i 1993 r.
- monumentalna statua św. Piotra i Pawła dla kościoła w Sokalu
- polichromia cerkwi w Cieszanowie (obecnie opuszczona), wykonana w latach 1936–1937
- ikonostas cerkwi w Starym Bruśnie (obecnie nie istnieje). Ocalałe z ikonostasu dwie ikony są obecnie przechowywane w muzeum w Lubaczowie
- ukończenie pracy przy pomniku Bartosza Głowackiego (stojącego przy rogatce Łyczakowskiej) z powodu nagłej śmierci Juliana Markowskiego, pomnik odsłonięty w 1906[1]
- wykonawca pomników na Cmentarzu Łyczakowskim
- był też autorem nie zrealizowanego projektu pomnika Szewczenki dla Kijowa.

Po II wojnie światowej Grzegorz Kuźniewicz zdeklarował swoją przynależność do narodowości ukraińskiej i w 1946 przeniósł się na powojenne tereny Ukraińskiej SRR do wsi Hanaczówka koło Lwowa. Zamieszkał w zrujnowanym młynie po wysiedlonej rodzinie polskiej, gdzie naprawiał zegarki. Pobyt na terenie ZSRR traktował jako stan tymczasowy, wierzył, że kiedyś wróci do Brusna. Tutaj zmarł 9 stycznia 1948 r. Nagrobek (wspólny z bratem Andrzejem) postawiono mu dopiero w 1976 r. Autorami byli Antoni Lubycki i Mykoła Kuźniewicz, syn brata Andrzeja.

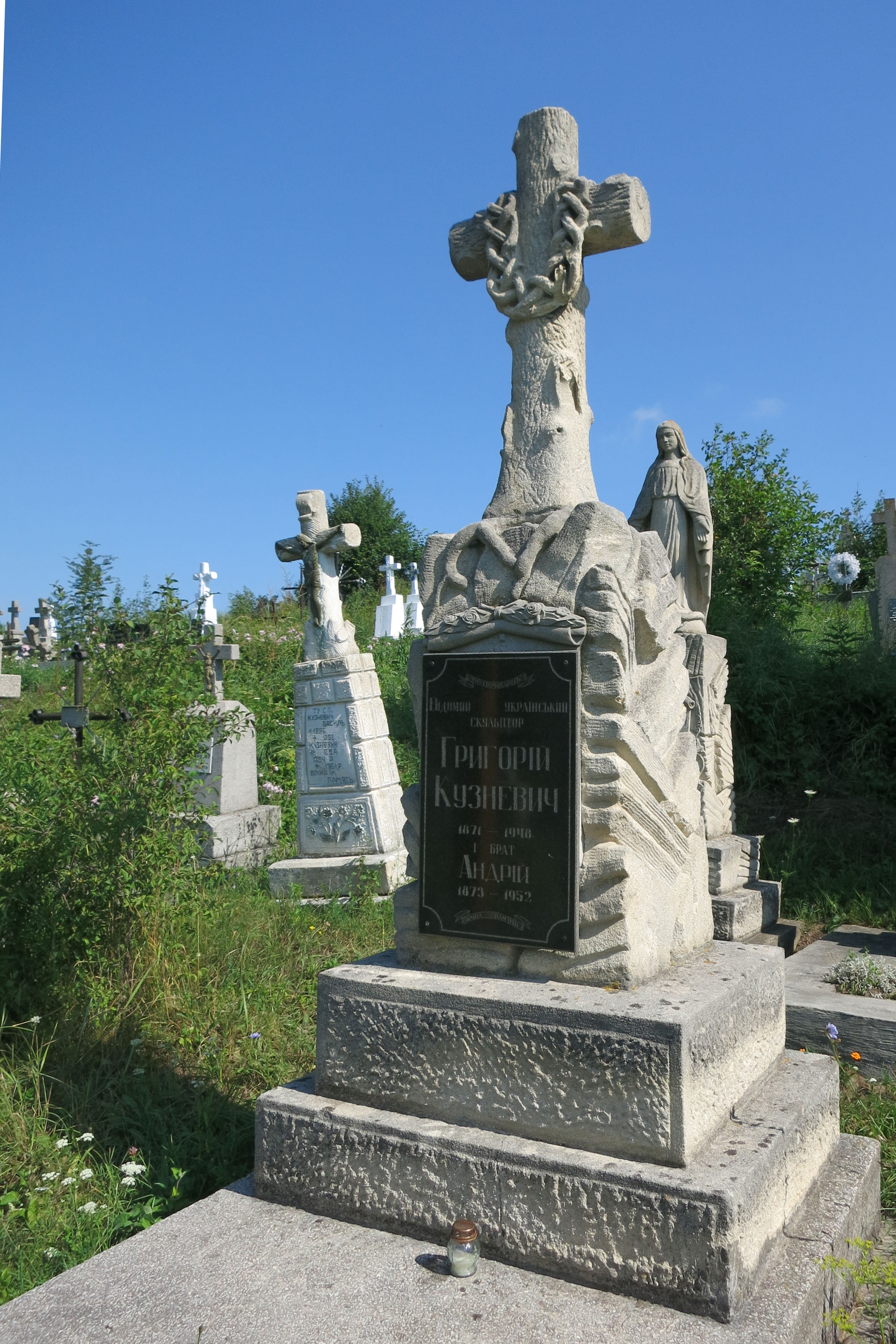
Nagrobek G.Kuźniewicza